# Bollywood Movie Award/Beste Debütantin
Der Bollywood Movie Award Best Female Debut ist eine Kategorie des jährlichen Bollywood Movie Awards für indische Filme in Hindi.
Liste der Preisträger:
| Jahr | Film                     | Schauspielerin    |
| ---- | ------------------------ | ----------------- |
| 1999 | Soldier                  | Preity Zinta      |
| 2000 | kein Preis               | kein Preis        |
| 2001 | Refugee                  | Kareena Kapoor    |
| 2002 | Rehna Hai Tere Dil Mein  | Diya Mirza        |
| 2003 | Koi Mere Dil Se Poochhe  | Esha Deol         |
| 2004 | Jogger’s Park            | Perizaad Zorabian |
| 2005 | Swades                   | Gayatri Joshi     |
| 2006 | Hazaaron Khwaishein Aisi | Chitrangada Singh |
| 2007 | Gangster                 | Kangana Ranaut    |